# Cisgènere

Bandera cisgènere.

Cisgènere o cissexual són termes usats en l'àmbit dels estudis de gènere per a referir-se als individus que s'identifiquen amb el gènere amb què han nascut, és a dir, amb la identitat, comportament o rol considerat apropiat al sexe de naixement. Es fa servir habitualment com a terme oposat a transgènere. També hi ha altres termes com cissexisme.

## Etimologia
El neologisme de forma cisgènere està compost pel prefix d'origen llatí cis- i pel vocable gènere.
- El prefix cis significa: 'd'aquest costat', 'd'aquí'.[4] És antònim al prefix d'origen llatí trans-'a través','més enllà','d'un costat a un altre'.
- El vocable gènere prové del llatí gěnus, generis, al seu torn del grec antic γἐνος / génos / 'gènere', 'origen' i tots dos de l'arrel indoeuropea *gen ~ 'donar a llum', 'parir', 'engendrar', 'produir'.[5][6][7]

En el context dels estudis de gènere, cisgènere descriu la concordança entre el gènere, tal com és entès en la sociologia, i el sexe.

## Història
El sexòleg alemany Volkmar Sigusch va utilitzar el neologisme «zissexuell» (cisexual) en el seu assaig de 1998 "La revolució neosexual". En el seu article de 1991 "Die Transsexuellen und unser nosomorpher Blick" ("Els transsexuals i la nostra visió nosomórfica") fa referència a l'origen d'aquest terme.
Els termes cisgènere i cissexual es van utilitzar en un article de 2006 al Journal of Lesbian Studies i en el llibre de Serano de 2007 Whipping Girl, després d'això el terme va guanyar certa popularitat entre els activistes i acadèmics de parla anglesa.
El febrer de 2014, Facebook va començar a oferir opcions de gènere "personalitzades", cosa que permet als usuaris identificar-se amb un o més termes relacionats amb el gènere d'una llista seleccionada, incloent-hi cis, cisgènere i altres. El cisgènere també es va afegir a l'Oxford English Dictionary en 2015. La revista Perspectives on History ha afirmat que, des d'aquesta darrera inclusió, el terme cisgènere s'ha anat fent cada cop més en un ús comú.

## Crítiques
L'ús del terme cisgènere ha estat de vegades controvertit. El novel·lista John Boyne va rebutjar l'ús del terme cisgènere en un article al The Irish Times. Es considera a si mateix no com un home cis, sinó com un home qualsevol. Sosté que una persona no ha de “forçar un terme no desitjat en una altra”.

### Des del feminisme i estudis de gènere
Krista Scott-Dixon va escriure el 2009: «prefereixo el terme “no trans” que altres opcions com a “cisexual/cisgènere”». Creu que el terme "no-trans" [no transgènere] és més clar per a la mitjana de la població i ajudaria a normalitzar les persones transgènere.
Mimi Marinucci, especialista en estudis sobre la dona i el gènere, escriu que alguns consideren que la distinció binària cisgènere-transgènere és tan perillosa o contraproduent com el binari de gènere masculí-femení, perquè agrupa les persones que s'identifiquen com a lesbianes, gais o bisexuals (LGB) de forma arbitrària i excessivament simplista amb una classe de persones heteronormatives, en lloc de les persones transgènere. Caracteritzar les persones LGB juntament amb les persones heterosexuals i no trans pot suggerir de forma problemàtica que les persones LGB, a diferència de les persones transgènere, “no experimenten cap desajust entre la seva pròpia identitat i expressió de gènere i les expectatives culturals relatives a la identitat i l'expressió de gènere”.
El professor d'estudis de gènere Chris Freeman critica el terme, descrivint-lo com a "maldestre, poc útil i potser fins i tot regressiu" per "[crear] - o re-[crear] - un gènere binari".

### Des de les organitzacions intersexuals
Les persones intersexuals neixen amb característiques sexuals físiques atípiques que poden complicar l'assignació inicial del sexe i portar a un tractament mèdic involuntari o coercitiu. El terme cisgènere "pot resultar confús" en relació amb les persones amb condicions intersexuals, encara que algunes persones intersexuals utilitzen el terme, segons el projecte Interact Advocates for Intersex Youth Inter/Act. Hida Viloria, d'Intersex Campaign for Equality, assenyala que, com a persona nascuda amb un cos intersexual que té un sentit no binari de la identitat de gènere que "coincideix" amb el seu cos, és tant cisgènere com no conforme amb el gènere, presumiblement oposats segons la definició de cisgènere, i que això evidencia la base del terme en un model de sexe binari que no s'adona de l'existència de les persones intersexuals. Viloria també critica el fet que el terme "sexe assignat en néixer" s'utilitzi en una de les definicions de cisgènere, sense assenyalar que als nadons se'ls assigna un sexe masculí o femení, independentment de la condició d'intersexualitat a la major part del món. Afirma que en fer-ho s'ofusca el naixement dels nadons intersexuals i s'emmarca la identitat de gènere dins un model binari de sexe masculí/femení que no té tant en compte l'existència d'identitats de gènere no conformes amb el naixement, com la discriminació de gènere contra les persones intersexuals basada en les característiques del sexe natal i no en la identitat o l'expressió de gènere, com ara la "normalització" de les cirurgies genitals infantils.